# Xi Bootis
Xi Bootis (ξ Boo / 37 Bootis / HD 131156) es una estrella binaria de magnitud aparente +4,55 en la constelación de Bootes, el pastor de bueyes. Se encuentra a sólo 22 años luz de distancia del sistema solar y forma parte de la corriente de estrellas de la asociación estelar de la Osa Mayor.
La estrella conocida más cercana a Xi Bootis es Gliese 526, distante 6,9 años luz.
La estrella principal del sistema, Xi Bootis A (GJ 566 A), es una enana amarilla de tipo espectral G8V, algo más fría y menos luminosa que el Sol. Su temperatura superficial es de 5130 K y su luminosidad es la mitad de la que tiene el Sol. Su masa (entre 0,90 y 0,94 masas solares) y su radio (0,89 radios solares) revelan una estrella algo más pequeña que el Sol, pero cuya edad parece ser significativamente menor, comprendida entre 60 y 1000 millones de años. Presenta intensa actividad cromosférica y es una estrella variable BY Draconis, con una variación de 0,15 magnitudes a lo largo de un ciclo de 10,137 días.
La estrella secundaria, Xi Bootis B (GJ 566 B), es una enana naranja de tipo K4V con una masa en torno al 70% de la masa solar y un radio el 71% del solar. Su luminosidad es sólo el 6,1% de la del Sol. La separación entre ambas estrellas fluctúa entre 16,5 y 50,7 UA en una órbita excéntrica en la que emplean unos 152 años en completar.
Pequeñas variaciones en la velocidad orbital de Xi Bootis B pueden deberse a la existencia de un tercer cuerpo con una masa entre 1 y 9 veces la masa de Júpiter orbitando alrededor de esta estrella.